# Rancho Alfaro
Rancho Alfaro är en ort i Mexiko.   Den ligger i kommunen Silacayoápam och delstaten Oaxaca, i den sydöstra delen av landet, 230 km sydost om huvudstaden Mexico City. Rancho Alfaro ligger 1 478 meter över havet och antalet invånare är 143.
Terrängen runt Rancho Alfaro är kuperad. Runt Rancho Alfaro är det ganska glesbefolkat, med 34 invånare per kvadratkilometer. Närmaste större samhälle är Santiago Tamazola, 16,9 km nordväst om Rancho Alfaro. I omgivningarna runt Rancho Alfaro växer huvudsakligen savannskog.